# ジェイムス・ブラッド・ウルマー
ジェームス・"ブラッド"・ウルマー（James "Blood" Ulmer、1940年2月8日 - ）は、アメリカのジャズ、フリー・ファンク、ブルースのギタリスト兼歌手。彼のギターサウンドは「ギザギザ」や「刺すような」と形容され、歌声は「ざらついたソウルフル」と評されている。

## 来歴
ウィリー・ジェームス・ウルマーは、サウスカロライナ州セント・マシューズで生まれた。1959年から1964年までペンシルベニア州ピッツバーグで、1964年から1967年までオハイオ州コロンバス地域で、ソウル・ジャズのアンサンブルで活動を始めた。1964年にはオルガニストのハンク・マーと録音を行っている（1967年リリース）。1971年にニューヨークに移り、アート・ブレイキーのジャズ・メッセンジャーズ、ジョー・ヘンダーソン、ポール・ブレイ、ラシッド・アリ、ラリー・ヤングらと共演した。
1970年代初頭、ウルマーはオーネット・コールマンのバンドに参加し、広範囲にわたる録音やツアーを行った初のエレクトリック・ギタリストとなった。ウルマーはコールマンを主要な影響源として挙げており、コールマンのフュージョン志向の録音におけるエレクトリック・ギターの採用は、ウルマーの影響によるもの。
アーサー・ブライスのコロムビア・レコードからリリースされたアルバム『Lenox Avenue Breakdown』（1979年）と『Illusions』（1980年）に参加した後、ウルマーは同レーベルと契約し、『Free Lancing』『Black Rock』『Odyssey』の3枚のアルバムをリリースした。特に『Odyssey』は、ドラマーのウォーレン・ベンボウとヴァイオリニストのチャールズ・バーンハムとのトリオ編成で、批評家のビル・ミルコウスキーから「avant-gutbucket」と評され、「スキップ・ジェイムスとアルバート・アイラーがミシシッピ・デルタでジャムセッションをしているようなイメージを喚起する」と述べられた。
1980年頃にミュージック・リヴェレーション・アンサンブルを結成し、最初の10年間はデヴィッド・マレイと共同で率い、その後も1990年代まで活動を続けた。後期のバンドには、アーサー・ブライス、サム・リヴァース、ファラオ・サンダース、ジョン・ゾーンらが参加した。1980年代には、サックス奏者のジョージ・アダムスと共にクァルテット「ファランクス」を共同で率いた。また、ヴァーノン・リードのプロデュースによるブルース志向のアルバム『Memphis Blood』『No Escape from the Blues』『Bad Blood in the City』『Birthright』などをリーダーとして録音している。
2009年にはレーベル「American Revelation」を立ち上げた。2011年春には、ジェームス・カーターのオルガン・トリオにスペシャルゲストとして参加し、トランペット奏者のニコラス・ペイトンと共にニューヨークのブルーノートで6夜連続の公演を行った。

## ディスコグラフィー

### リーダー作品
- 『Tales of Captain Black』（1979年）
- 『Are You Glad to Be in America?』（1980年）
- 『Free Lancing』（1981年）
- 『Black Rock』（1982年）
- 『Odyssey』（1983年）
- 『Part Time』（1984年）
- 『Live at the Caravan of Dreams』（1986年）
- 『America - Do You Remember the Love?』（1987年）
- 『Blues Allnight』（1990年）
- 『Revealing』（1990年）
- 『Black and Blues』（1991年）
- 『Blues Preacher』（1993年）
- 『Live at the Bayerischer Hof』（1994年）
- 『Music Speaks Louder than Words』（1995年）
- 『Plays the Music of Ornette Coleman』（1996年）
- 『Harmolodic Guitar with Strings』（1997年）
- 『Reunion』（1997年）
- 『Forbidden Blues』（1998年）
- 『Memphis Blood: The Sun Sessions』（2001年）
- 『Blue Blood』（2001年）
- 『No Escape from the Blues: The Electric Lady Sessions』（2003年）
- 『Guitar Music』（2003年）
- 『Back in Time』（2005年）